# Sāgar Island
Sāgar Island är en ö i Indien.   Den ligger i delstaten Västbengalen, i den östra delen av landet, 1 300 km sydost om huvudstaden New Delhi. Arean är 245 kvadratkilometer.
Terrängen på Sāgar Island är mycket platt. Öns högsta punkt är 14 meter över havet. Den sträcker sig 27,9 kilometer i nord-sydlig riktning, och 13,9 kilometer i öst-västlig riktning.  Trakten runt Sāgar Island består till största delen av jordbruksmark.